# Зеновия
Зено́вия, или зенобия (лат. Zenóbia), — род североамериканских древесных цветковых растений семейства Вересковые (Ericaceae). Иногда этот род рассматривают как монотипный, сводя все описанные виды в синонимику Зеновии припудренной (Zenobia pulverulenta). Другие источники признают в качестве самостоятельных ещё два вида.
Зеновия припудренная распространена на юго-востоке США; используется во всему миру в садоводстве, культивируется как декоративное красивоцветущее растение.

## Название
Своё научное название род получил в честь Зеновии (Зенобии) Септимии (лат. Zenobia Septimia, араб. زنوبيا‎, 240 — после 274), царицы Пальмиры, славившейся своей красотой и образованностью.
Русское название рода в научной литературе — «зеновия» (в соответствии с традиционной в русской исторической науке записью имени царицы). В литературе по садоводству растение именуют «зенобией», по латинскому произношению (тем более, что в XX веке имя царицы в русскоязычной исторической литературе также стали писать «Зенобия»).
Поскольку ранее зеновию, а также виды из рода Пиерис (Pieris) относили к роду Подбел (Andromeda), представители этих трёх родов в англоязычной литературе по садоводству иногда обобщённо именуются «андромедами» (лат. andromedas).
Видовое название объясняется тем, что на молодых побегах и на нижней стороне молодых листьях имеется голубовато-белый или голубовато-серый налёт, похожий на пудру. Английское общеупотребительное название растения — honeycup («нектарник»; дословно — «чаша с мёдом»).

## Распространение
Естественный ареал рода — юго-восток США: Южная и Северная Каролина, Виргиния. Зеновия растёт на влажных песчаных почвах — в прибрежных районах, на болотах и в других сырых местах, на окраинах сосновых лесов, часто вместе с вереском.

## Биологическое описание
Зеновия припудренная — полувечнозелёный (то есть остающийся без живых листьев на очень короткий промежуток времени) либо листопадный кустарник.
|  |
|  |

Высота взрослого растения — от 0,5 до 2 м, ширина куста колеблется также в этих пределах.
Ветви тонкие, слегка дуговидно изогнутые, покрыты голубовато-серым налётом.
Листья глянцевые, по форме от овальных до продолговато-овальных, супротивные, по краям слегка зубчатые (зубцы тупые), длиной от 2,5 до 8 см, шириной — от 1 до 2,5 см. Цвет листьев — тускло-зелёный; осенью — жёлто-оранжевый с пурпурным оттенком. Молодые листья, подобно ветвям, снизу покрыты беловатым (голубовато-серым) налётом, похожим на пудру.
Цветки мелкие, колокольчатые, на цветоножках, повислые, с запахом аниса или лимона, до 10 мм в диаметре и до 12 мм в длину. Собраны в кисти длиной до 20 см с числом цветков около 20 штук (иногда больше). Цветёт растение в мае-июне.
Плод — сухая пятигнёздная коробочка коричневого цвета.
В природе растение размножается семенами и вегетативно.

## Использование
В качестве декоративного растения зеновию выращивают в первую очередь из-за привлекательного вида в период цветения.
Лучше всего растёт в полутени на влажной, кислой (как и большинство других вересковых), хорошо дренированной почве. Летом требует обильного полива. Используемые для подкормки удобрения должны быть кислыми. После цветения допускается подрезка для придания кусту нужной формы.
Размножают зеновию летом — семенами, черенками, корневыми отпрысками, отводками.
Растение выдерживает морозы примерно до минус 25 °C (зоны морозостойкости — от 5 до 10).

## Классификация

### Таксономическое положение
Роды Зеновия и Подбел (Andromeda) составляют трибу Подбеловые, или Андромедовые (Andromedeae) подсемейства Вакциниевые, или Брусничные (Vaccinioideae) семейства Вересковые (Ericaceae).
|  |                        |  | | |                                                          |  | ещё семь подсемейств | ещё семь подсемейств                                         |                                                              |  |                                                                                              |  | род Подбел (от 1 до 3 видов) | род Подбел (от 1 до 3 видов) |  |
|  |                        |  | | |                                                          |  | ещё семь подсемейств | ещё семь подсемейств                                         |                                                              |  |                                                                                              |  | род Подбел (от 1 до 3 видов) | род Подбел (от 1 до 3 видов) |  |
|  |                        |  | | семейство Вересковые (около 4000 видов) |                                                          |  |                      |                                                              | триба Подбеловые, или Андромедовые                           |  |                                                                                              |  |                              |                              |  |
|  |                        |  | | семейство Вересковые (около 4000 видов) |                                                          |  |                      |                                                              | триба Подбеловые, или Андромедовые                           |  | единственный вид Зеновия припудренная с тремя разновидностями (иногда выделяют ещё два вида) |  |                              |                              |  |
|  | порядок Верескоцветные |  | | | подсемейство Вакциниевые, или Брусничные (Vaccinioideae) |  |                      |                                                              | род Зеновия                                                  |  |                                                                                              |  |                              |                              |  |
|  | порядок Верескоцветные |  | | |                                                          |  |                      |                                                              |                                                              |  |                                                                                              |  |                              |                              |  |
|  |                        |  | ещё 21 семейство (согласно Системе APG III, 2009), из них наиболее крупные по числу видов — Бальзаминовые, Первоцветные, Сапотовые, Эбеновые | ещё 21 семейство (согласно Системе APG III, 2009), из них наиболее крупные по числу видов — Бальзаминовые, Первоцветные, Сапотовые, Эбеновые |                                                          |  |                      | ещё четыре трибы, в том числе триба Вакциниевые (Vaccinieae) | ещё четыре трибы, в том числе триба Вакциниевые (Vaccinieae) |  |                                                                                              |  |                              |                              |  |
|  |                        |  | | ещё 21 семейство (согласно Системе APG III, 2009), из них наиболее крупные по числу видов — Бальзаминовые, Первоцветные, Сапотовые, Эбеновые |                                                          |  |                      |                                                              | ещё четыре трибы, в том числе триба Вакциниевые (Vaccinieae) |  |                                                                                              |  |                              |                              |  |

### Состав рода
По информации базы данных The Plant List (2013), род включает три вида:
- Zenobia cassinefolia (Vent.) Pollard
- Zenobia pulverulenta (W. Bartram ex Willd.) Pollard — Зеновия припудренная
  - Zenobia pulverulenta f. nitida (Michx.) Fernald
  - Zenobia pulverulenta f. nuda (Vent.) Fernald
- Zenobia speciosa (Michx.) D. Don

Названия Zenobia dealbata D.Don ex Steud. и Zenobia floribunda DC. имеют в The Plant List (2013) статус unresolved name, то есть относительно них нельзя однозначно сказать, можно ли их использовать — либо следует их свести в синонимику других видов.